# ۲۴ صفر
۲۴ صفر، بیست و چهارمین روز از ماه صفر در تقویم هجری قمری است.
در تقویم هجری قمری قراردادی این روز پنجاه و چهارمین روز سال است.